# توماس دنلوب
توماس دنلوب (بالإنجليزية: Thomas Dunlop)‏ (7 مايو 1872 في المملكة المتحدة - ) هو لاعب كرة قدم بريطاني (وحمل سابقاً جنسية المملكة المتحدة لبريطانيا العظمى وأيرلندا) في مركز نصف الجناح. لعب مع برمنغهام سيتي وDundee Harp F.C. ‏.